# Élections législatives de 1967 dans la Vienne
Les élections législatives françaises de 1967 se déroulent les 5 et 12 mars 1967.  Dans le département de la Vienne, trois députés sont à élire dans le cadre de trois circonscriptions.

## Élus
| Circonscription | Député sortant                              | Parti | Parti   | Député élu ou réélu | Parti | Parti |
| --------------- | ------------------------------------------- | ----- | ------- | ------------------- | ----- | ----- |
| 1re             | Roger Bertholleau suppléant de Paul Guillon |       | UNR-UDT | Pierre Vertadier    |       | UD-Ve |
| 2e              | Pierre Abelin                               |       | MRP     | Pierre Abelin       |       | CD    |
| 3e              | Claude Peyret                               |       | UNR-UDT | Claude Peyret       |       | UD-Ve |

## Résultats

### Résultats à l'échelle du département
| Parti          | Parti                                           | Premier tour | Premier tour | Second tour | Second tour | Sièges |
| Parti          | Parti                                           | Voix         | %            | Voix        | %           | Sièges |
| -------------- | ----------------------------------------------- | ------------ | ------------ | ----------- | ----------- | ------ |
|                | Union des démocrates pour la Ve République      | 62 534       | 38,96        | 39 356      | 38,09       | 2      |
|                | Union des républicains de progrès               | 62 534       | 38,96        | 39 356      | 38,09       | 2      |
|                |                                                 |              |              |             |             |        |
|                | Convention des institutions républicaines       | 10 541       | 6,57         | 24 738      | 23,94       | 0      |
|                | Fédération de la gauche démocrate et socialiste | 10 541       | 6,57         | 24 738      | 23,94       | 0      |
|                |                                                 |              |              |             |             |        |
|                | Progrès et démocratie moderne                   | 49 643       | 30,93        | 24 761      | 23,96       | 1      |
|                | Parti communiste français                       | 37 792       | 23,54        | 14 473      | 14,01       | 0      |
|                |                                                 |              |              |             |             |        |
| Inscrits       | Inscrits                                        | 204 495      | 100,00       | 138 035     | 100,00      | 3      |
| Abstentions    | Abstentions                                     | 38 859       | 19           | 31 492      | 22,81       |        |
| Votants        | Votants                                         | 165 636      | 81           | 106 543     | 77,19       |        |
| Blancs et nuls | Blancs et nuls                                  | 5 126        | 3,09         | 3 215       | 3,02        |        |
| Exprimés       | Exprimés                                        | 160 510      | 96,91        | 103 328     | 96,98       |        |

### Résultats par circonscription

#### Première circonscription (Poitiers)
| Candidat       | Candidat             | Parti          | Premier tour | Premier tour | Second tour | Second tour |  |
| Candidat       | Candidat             | Parti          | Voix         | %            | Voix        | %           |  |
| -------------- | -------------------- | -------------- | ------------ | ------------ | ----------- | ----------- |  |
|                | Pierre Vertadier élu | UD-Ve          | 26 012       | 43,95        | 31 518      | 56,03       |  |
|                | Jacques Grandon      | CD (PDM)       | 13 836       | 23,38        | Retrait     | Retrait     |  |
|                | Jean Sarvonat        | FGDS (CIR)     | 10 541       | 17,81        | 24 738      | 43,97       |  |
|                | Maxime Dumas         | PCF            | 8 791        | 14,85        | Retrait     | Retrait     |  |
|                |                      |                |              |              |             |             |  |
| Inscrits       | Inscrits             | Inscrits       | 75 045       | 100,00       | 75 039      | 100,00      |  |
| Abstentions    | Abstentions          | Abstentions    | 14 480       | 19,3         | 16 474      | 21,95       |  |
| Votants        | Votants              | Votants        | 60 565       | 80,7         | 58 565      | 78,05       |  |
| Blancs et nuls | Blancs et nuls       | Blancs et nuls | 1 385        | 2,29         | 2 309       | 3,94        |  |
| Exprimés       | Exprimés             | Exprimés       | 59 180       | 97,71        | 56 256      | 96,06       |  |

#### Deuxième circonscription (Châtellerault)
| Candidat       | Candidat                    | Parti          | Premier tour | Premier tour | Second tour | Second tour |  |
| Candidat       | Candidat                    | Parti          | Voix         | %            | Voix        | %           |  |
| -------------- | --------------------------- | -------------- | ------------ | ------------ | ----------- | ----------- |  |
|                | Pierre Abelin sortant réélu | CD (PDM)       | 24 070       | 49,87        | 24 761      | 52,6        |  |
|                | Paul Fromonteil             | PCF            | 14 424       | 29,88        | 14 473      | 30,75       |  |
|                | Charles Gombault            | UD-Ve          | 9 772        | 20,25        | 7 838       | 16,65       |  |
|                |                             |                |              |              |             |             |  |
| Inscrits       | Inscrits                    | Inscrits       | 63 006       | 100,00       | 62 996      | 100,00      |  |
| Abstentions    | Abstentions                 | Abstentions    | 13 081       | 20,76        | 15 018      | 23,84       |  |
| Votants        | Votants                     | Votants        | 49 925       | 79,24        | 47 978      | 76,16       |  |
| Blancs et nuls | Blancs et nuls              | Blancs et nuls | 1 659        | 3,32         | 906         | 1,89        |  |
| Exprimés       | Exprimés                    | Exprimés       | 48 266       | 96,68        | 47 072      | 98,11       |  |

#### Troisième circonscription (Montmorillon)
|                | Claude Peyret sortant réélu | UD-Ve          | 26 750 | 50,41  |  |  |  |
|                | Jean-Pierre David           | PCF            | 14 577 | 27,47  |  |  |  |
|                | Raymond Sardet              | CD (PDM)       | 11 737 | 22,12  |  |  |  |
|                |                             |                |        |        |  |  |  |
| Inscrits       | Inscrits                    | Inscrits       | 66 444 | 100,00 |  |  |  |
| Abstentions    | Abstentions                 | Abstentions    | 11 298 | 17     |  |  |  |
| Votants        | Votants                     | Votants        | 55 146 | 83     |  |  |  |
| Blancs et nuls | Blancs et nuls              | Blancs et nuls | 2 082  | 3,78   |  |  |  |
| Exprimés       | Exprimés                    | Exprimés       | 53 064 | 96,22  |  |  |  |